# (979) Ilsewa
(979) Ilsewa est un astéroïde de la ceinture principale découvert le 29 juin 1922 par l'astronome allemand Karl Reinmuth.
Sa désignation provisoire était 1922 MC.